# Боливия на летних Олимпийских играх 1972
Боливия принимала участие в Летних Олимпийских играх 1972 года в Мюнхене (ФРГ) в четвёртый раз за свою историю, но не завоевала ни одной медали. Выступавший на двух предыдущих Олимпиадах в качестве гребца-байдарочника Фернандо Инчаусти на своих третьих Играх выступил в стрелковом спорте в стрельбе из мелкокалиберной винтовки из положения лёжа.

## Результаты

### Конный спорт
| Спортсмен             | Лошадь      | Дисциплина | 1-й раунд | 1-й раунд | 2-й раунд            | 2-й раунд            | Итог  | Итог  |
| Спортсмен             | Лошадь      | Дисциплина | Очки      | Место     | Очки                 | Место                | Очки  | Место |
| --------------------- | ----------- | ---------- | --------- | --------- | -------------------- | -------------------- | ----- | ----- |
| Роберто Нильсен-Рейес | Конкистадор | Конкур     | 22,00     | 22        | Завершил выступления | Завершил выступления | 12,00 | 34    |

### Лёгкая атлетика
Мужчины
| Спортсмен       | Дисциплина | Первый раунд | Первый раунд | Первый раунд | Четвертьфинал        | Четвертьфинал        | Четвертьфинал        | Полуфинал            | Полуфинал            | Полуфинал            | Финал                | Финал                |
| Спортсмен       | Дисциплина | Время        | Место        | Итог         | Время                | Место                | Итог                 | Время                | Место                | Итог                 | Время                | Место                |
| --------------- | ---------- | ------------ | ------------ | ------------ | -------------------- | -------------------- | -------------------- | -------------------- | -------------------- | -------------------- | -------------------- | -------------------- |
| Лионель Каэро   | 100 м      | 11,19        | 7            | 81           | Завершил выступления | Завершил выступления | Завершил выступления | Завершил выступления | Завершил выступления | Завершил выступления | Завершил выступления | Завершил выступления |
| Криспин Квиспе  | 10 000 м   |              |              |              |                      |                      |                      | 32:31,8              | 15                   | 46                   | Завершил выступления | Завершил выступления |
| Криспин Квиспе  | Марафон    |              |              |              |                      |                      |                      |                      |                      |                      | 3:07:22              | 61                   |
| Рикардо Кондори | Марафон    |              |              |              |                      |                      |                      |                      |                      |                      | 2:56:11              | 58                   |
| Ювенал Роша     | Марафон    |              |              |              |                      |                      |                      |                      |                      |                      | DNF                  | DNF                  |

| Спортсмен     | Дисциплина     | Квалификация | Квалификация | Финал                | Финал                |
| Спортсмен     | Дисциплина     | Результат    | Место        | Результат            | Место                |
| ------------- | -------------- | ------------ | ------------ | -------------------- | -------------------- |
| Лионель Каэро | Прыжки в длину | 6,77         | 34           | Завершил выступления | Завершил выступления |

### Стрельба
Мужчины
| Спортсмен          | Дисциплина          | Очки | Место |
| ------------------ | ------------------- | ---- | ----- |
| Хайме Санчес       | Пистолет, 50 м      | 514  | 53    |
| Эдуардо Арройо     | Винтовка лёжа, 50 м | 575  | 94    |
| Фернандо Инчаусти  | Винтовка лёжа, 50 м | 580  | 86    |
| Рикардо Робертс    | Трап                | 156  | 54    |
| Армандо Сальвиетти | Трап                | 179  | 36    |
| Армандо Сальвиетти | Скит                | 161  | 60    |
| Карлос Асбун       | Скит                | 162  | 59    |